# Aargau Verkehr
Die Aargau Verkehr AG (AVA) mit Sitz in Aarau ist ein Verkehrsunternehmen in der Schweiz. Es entstand am 19. Juni 2018 durch die Fusion der BDWM Transport (BDWM) und der Wynental- und Suhrentalbahn (WSB). Das Streckennetz von Aargau Verkehr besteht aus drei meterspurigen Strassenbahn- / Eisenbahnstrecken in den Kantonen Aargau und Zürich sowie mehreren Linienbusnetzen. Mit Ausnahme des Expressbus (PostAuto AG) werden alle Buslinien von der Tochtergesellschaft Limmat Bus betrieben.

## Streckennetz
Das Streckennetz des Aargau Verkehr besteht aus den meterspurigen Eisenbahnstrecken
- S 17 Dietikon – Bremgarten – Wohlen

der früheren BDWM Transport als S17 der S-Bahn Zürich
- S 14 Menziken – Aarau – Schöftland (WSB)

der Wynental- und Suhrentalbahn (WSB) als S14 der S-Bahn Aargau
- 20 Bahnhof Zürich Altstetten – Schlieren Geissweid – Bahnhof Dietikon – IKEA – Bahnhof Killwangen-Spreitenbach

der Limmattalbahn(LTB) als Linie 20 der A-Welle und ZVV

### Regionalbus Zofingen
- 601 Aarburg – Oftringen – Zofingen Bahnhof – Schwimmbad
- 602  Zofingen Bahnhof – Industrie
- 603 Oftringen – Rothrist – Zofingen Bahnhof – Spitalgasse
- 604 Brittnau Wikon Bahnhof – Strengelbach – Zofingen Bahnhof – Tagblatt
- 605 Brittnau – Bahnhof Zofingen
- 606 Rothrist – Vordemwald – Strengelbach – Bahnhof Zofingen
- 608 St Urban Bahnhof – Altbüron – Roggliswil – Pfaffnau – Brittnau – Reiden
- 609 Zofingen Bahnhof – Wikon – Reiden Bahnhof – Richenthal
- 611 Zofingen Bahnhof – Bergli Friedhof – (-Heitereplatz)
- 613 Schöftland Bahnhof – Holziken – Bottenwil – Uerkheim – Mühlethal – Zofingen Bahnhof

### Region Dietikon/Limmattal
- 301 Dietikon Bahnhof – Geroldswil
- 302 Geroldswil – Weiningen – Unterengstringen – Schlieren Bahnhof – Urdorf Bahnhof
- 304 Bahnhof Altstetten Nord – Unterengstringen
- 305 Dietikon Bahnhof – Bergdietikon Kindhausen
- 306 Dietikon Bahnhof – Stadthalle Ost
- 307 Bahnhof Altstetten Nord – Schlieren Bahnhof
- 309 Dietikon Bahnhof – Geroldswil
- 314 Dietikon Bahnhof – Birmensdorf Bahnhof
- 315 Bergdietikon – Spreitenbach Altersheim
- 317 Oberurdorf – Schlieren Bahnhof
- 325 Dietikon Bahnhof – Weinberg
- 340 Wohlen AG – Villmergen – Hilfikon – Sarmenstorf – Fahrwangen – Meisterschwanden (ehemals Wohlen-Meisterschwanden-Bahn)

Expressbus
- 444 Zürich-Enge – Bremgarten / Oberrohrdorf (als Postautolinie)

## Geschichte
Am 19. Juni 2018 beschlossen die Generalversammlungen der beiden Vorgängergesellschaften die Fusion der BDWM und der WSB zu Aargau Verkehr. Damit verschwindet die gemeinsame Direktion von WSB und Busbetrieb Aarau und der 2003 im Raum Aarau eingeführte Markenname AAR bus+bahn, womit der Busbetrieb Aarau wieder selbständig als BBA Bus Aarau in der Öffentlichkeit auftritt. BDWM und WSB bleiben hingegen als Produktname erhalten. Die beiden Unternehmen waren bereits seit Beginn des Jahres 2018 operativ gemeinsam geführt worden. Die Umsetzung des neuen Unternehmensauftritts erfolgt schrittweise und dürfte mit beträchtlichen Kosten verbunden sein.
Die im Jahr 2002 gegründete Limmat Bus ist ein 100-prozentiges Tochterunternehmen des Aargau Verkehr. 2002 übernahm sie die Betriebsführung der Buslinien im Limmattal und 2006 die Buslinien im Raum Zofingen (letztere bis 2017 in Kooperation mit den SBB, seither eigenständig).
Am 9. Dezember 2022 erfolgte die offizielle Eröffnung der Limmattalbahn, der fahrplanmässige Betrieb begann zwei Tage später. In Planung ist eine Verlängerung nach Baden.

## Eigentümerverhältnis
Aargau Verkehr ist in der Form einer privatrechtlichen Aktiengesellschaft organisiert. Die Anteile sind folgendermassen verteilt:
- Kanton Aargau (45,18 %)
- Schweizerische Eidgenossenschaft (33,25 %)
- Stadt Aarau (5,73 %)
- andere Gemeinden (10,90 %)
- Kanton Zürich (2,16 %)
- andere Aktionäre (2,78 %)